# Manfred Simon
Manfred Simon (* 19. Juni 1931 in Frankfurt (Oder); † 11. September 2015 in Friedersdorf (Heidesee)) war ein Offizier der Deutschen Volkspolizei (VP). Er war von 1972 bis 1985 Chef der Transportpolizei (Trapo). 

## Leben
Simon erlernte den Beruf eines Tischlers. Er wurde 1949 Angehöriger der Deutschen Volkspolizei und kam zur Transportpolizei. Von 1953 bis 1961 war er Leiter des Operativstabes der Trapo. 1954 wurde er Mitglied der SED. Er studierte von 1960 bis 1964 an der Hochschule der VP mit dem Abschluss als Diplom-Staatswissenschaftler und war danach Verantwortlicher für Reiseverkehr der Trapo. Von 1967 bis 1970 war er als Oberst der VP 1. Stellvertreter des Leiters der Hauptabteilung (HA) Transportpolizei des Ministeriums des Innern (MdI), ab 1970 kommissarischer Leiter und von 1972 bis Mai 1985 Leiter der HA Transportpolizei (Nachfolger von Generalmajor Helmut Nedwig). Auf der 70. Sitzung des  Nationalen Verteidigungsrates der DDR am 31. Mai 1985 wurde er infolge der Übernahme einer anderen Funktion im MdI (er wurde Leiter der Kontrollinspektion des MdI) von der Dienststellung entbunden und Manfred Zeuner zu seinem Nachfolger ernannt.
Am 30. Juni 1978 wurde er von Erich Honecker zum Generalmajor ernannt. Simon war auch Vorsitzender der Sportgemeinschaft Dynamo Nordwest Berlin. Während der Wende in der DDR wurde er am 31. Januar 1990 als Bevollmächtigter der Modrow-Regierung nach Dessau geschickt, um die geplante Vernichtungsaktion von Waffen der Kampfgruppeneinheiten durch den Runden Tisch zu verhindern, die der runde Tisch in Dessau tags zuvor beschlossen hatte. Simon konnte sich nicht durchsetzen und musste schließlich der Zerstörung der Kampfgruppenwaffen durch die in Dessau-Alten stationierte Pioniereinheit der NVA zustimmen.
Simon war Mitglied des Vereins Gesellschaft zur Rechtlichen und Humanitären Unterstützung e.V. und lebte zuletzt in Friedersdorf. Er starb im Alter von 84 Jahren.

## Auszeichnungen
- 1973 Ehrentitel Verdienter Volkspolizist der Deutschen Demokratischen Republik
- 1976 Vaterländischer Verdienstorden in Bronze und 1981 in Silber